# Кеннеди, Том (актёр)
В Википедии есть статьи о других людях с таким именем и фамилией — см. Кеннеди, Томас.
Том Ке́ннеди (англ. Tom Kennedy; урождённый Томас Алоизий Кеннеди (Thomas Aloyisus Kennedy); 15 июля 1885, Нью-Йорк, Нью-Йорк — 6 октября 1965, Вудленд-Хиллз, Калифорния) — американский актёр кино и телевидения. За свою карьеру длиной в полвека снялся в примерно 400 фильмах и сериалах. Особенно был активен в немых комедиях 1910-х — 1920-х годов, позднее часто появлялся в вестернах. В подавляющем большинстве случаев играл второстепенные и эпизодические роли, в том числе примерно в 140 случаях не был указан в титрах.

## Биография
Томас Алоизий Кеннеди родился 15 июля 1885 года в Нью-Йорке (США). С 1915 года начал сниматься в кинофильмах, преимущественно в комедиях, и за первые пять лет карьеры появился в примерно пятидесяти лентах. Продолжил очень активно сниматься в 1920-х годах (около 60 фильмов), пик его карьеры пришёлся на 1930-е годы, когда Кеннеди появился в примерно 130 картинах, и на 1940-е годы (около 100 кинолент). С 1951 года начал также сниматься в телесериалах, но там, также как и на большом экране, почти всегда играл второстепенные и эпизодические роли, зачастую без указания в титрах. Всего за свою карьеру (1915—1965) Кеннеди снялся в примерно 400 фильмах и сериалах, в том числе примерно в 140 случаях без указания в титрах, и примерно 130 картин, в которых он снялся, были короткометражными.
Кеннеди в молодости увлекался боксом, был мускулистым мужчиной ростом 1,89 м, поэтому часто играл хара́ктерные роли: крупные, туповатые, но симпатичные мужчины из рабочего класса. Нередко играл полицейских, частных детективов, шерифов; барменов.
В 1930 году Кеннеди снимался в ставшем весьма известном фильме «Казённый дом» (роль — дядюшка Джед), но при окончательном монтаже сцены с его участием были вырезаны.
Некоторые источники утверждают, что Том Кеннеди был братом известного актёра-комика и режиссёра Эдгара Кеннеди (1890—1948). Однако этих двоих мужчин не связывали родственные отношения, они просто были дружны, и Том снялся во многих фильмах Эдгара.
Том Кеннеди скончался 6 октября 1965 года в районе Вудленд-Хиллз города Лос-Анджелес от рака кости. Похоронен на кладбище «Голливуд навсегда».
Личная жизнь
11 июля 1922 года Кеннеди женился на девушке по имени Франсис Кэтрин Маршалл, никак не связанной с кинематографом. Брак продолжался 43 года до самой смерти актёра, у пары было четверо детей.
- Часть рекламы фильма «Флирт[англ.]» (1922) в журнале Universal Weekly
- В фильме «Яйцо» (1922)
- В фильме «Человек из леса[англ.]» (1933)

## Фильмография

### Широкий экран
В титрах указан
- 1915 — Ягнёнок / The Lamb — The White Hopeless
- 1915 — Фэтти и бродвейские звёзды[англ.] / Fatty and the Broadway Stars — мужчина, который открывает для себя шляпу
- 1918 — Микки[англ.] / Mickey — Том Роулингс
- 1920 — Бедный простофиля[англ.] / The Poor Simp — Джим Доннелли
- 1920 — Кисмет[англ.] / Kismet — Кутайт
- 1922 — Боишься драться[англ.] / Afraid to Fight — борющийся Гроган
- 1922 — Пылающий час[англ.] / The Flaming Hour — Бен
- 1922 — Флирт[англ.] / The Flirt — Сэм Фентон
- 1924 — Подруга моряка[англ.] / Loving Lies — капитан Линдстром
- 1924 — Уличная Мадонна[англ.] / Madonna of the Streets — «Бык» Брокинс
- 1925 — Лучший подлец[англ.] / The Best Bad Man — Дэн Эллис
- 1926 — Янки[англ.] / The Yankee Señor — Люк Мартин
- 1926 — По ту сторону фронта[англ.] / Behind the Front — сержант
- 1926 — Капкан на мужчину / Mantrap — Кудрявый Эванс
- 1926 — Теперь мы на флоте[англ.] / We're in the Navy Now — моряк Персивал Скраггс
- 1927 — Таинственный всадник[англ.] / The Mysterious Rider — Лем Спунер
- 1928 — Полицейский[англ.] / The Cop — сержант Кофлин
- 1929 — Свобода[англ.] / Liberty — тюремный охранник
- 1929 — Сенсация[англ.] / Big News — офицер Райан
- 1930 — Козёл отпущения[англ.] / The Fall Guy — детектив Бёрк
- 1930 — Увидеть жажду Америки[англ.] / See America Thirst — «Дрожащий» Смит
- 1931 — Реклама себя окупает[англ.] / It Pays to Advertise — Перкинс
- 1931 — Обезьяньи проделки[англ.] / Monkey Business — Гибсон
- 1932 — Леди и джентльмен[англ.] / Lady and Gent — боксёр[4]
- 1932 — Кончай свои проблемы[англ.] / Pack Up Your Troubles — сержант-вербовщик
- 1932 — Замкнутый круг[англ.] / The Crooked Circle — Майк, полицейский
- 1932 — Ночь за ночью[англ.] / Night After Night — Том, бармен
- 1933 — Человек из леса[англ.] / Man of the Forest — шериф Блейк
- 1936 (1937) — Умная блондинка[англ.] / Smart Blonde — Гэхаген
- 1937 — ? / Behind the Headlines — Крошечный
- 1937 — Дело о заикающемся епископе[англ.] / The Case of the Stuttering Bishop — Джим Мэгуни
- 1937 — Детка, улетай[англ.] / Fly-Away Baby — Гэхаген
- 1937 — Сорок озорных девочек[англ.] / Forty Naughty Girls — детектив Кейси
- 1937 — Жизнь в любви[англ.] / Living on Love — Пит Райан
- 1937 — Предприимчивая блондинка[англ.] / The Adventurous Blonde — Гэхаген
- 1937 — Мудрая девушка[англ.] / Wise Girl — детектив
- 1938 — Крах Голливуда[англ.] / Crashing Hollywood — Эл
- 1939 — День, когда плакали букмекеры[англ.] / The Day the Bookies Wept — Пинки Брофи
- 1939 (1940) — Запомни ночь / Remember the Night — «Толстый» Майк
- 1940 — Плавящееся золото[англ.] / Flowing Gold — Петуния
- 1940 — Мексиканская злючка на Западе[англ.] / Mexican Spitfire Out West — таксист
- 1943 — День леди[англ.] / Ladies' Day — Дуган, гостиничный детектив
- 1943 — Хит-парад 1943 года[англ.] / Hit Parade of 1943 — Уэстингхаус
- 1943 — Солдатский клуб / Stage Door Canteen — в роли самого себя
- 1944 — И ангелы поют[англ.] / And the Angels Sing — Картофелина
- 1944 — Принцесса и пират[англ.] / The Princess and the Pirate — Алонсо
- 1945 — Голос Свистуна / Voice of the Whistler — Фердинанд • Хаммерлок
- 1947 — Претендент / The Pretender — Фингерс Мёрдок
- 1947 — Горящий крест[англ.] / The Burning Cross — сержант полиции
- 1947 — Опасные годы / Dangerous Years — Адамсон
- 1948 — Бледнолицая[англ.] / The Paleface — бармен
- 1948 — Дьявольский груз / Devil's Cargo — Нага
- 1952 — Вторжение в США[англ.] / Invasion, U.S.A. — Тим, бармен
- 1960 — Походка дракона[англ.] / Walk Like a Dragon — Джетро, бармен
- 1965 — ? / The Bounty Killer — официант

В титрах не указан
- 1915 — Двойные неприятности[англ.] / Double Trouble — рабочий
- 1919 — Янки Дудль в Берлине[англ.] / Yankee Doodle in Berlin — американский генерал
- 1922 — ? / Kindred of the Dust — здоровяк
- 1923 — Скарамуш / Scaramouche — драгун
- 1929 — Счастливые дни[англ.] / Happy Days — швейцар
- 1931 — ? / Sit Tight — мистер Мэк
- 1931 — Железный человек / Iron Man — бармен
- 1931 — Удачная посадка[англ.] / Flying High — шутник с фейерверками
- 1932 — Шанс Чарли Чана[англ.] / Charlie Chan's Chance — Хокинс, мужчина в полицейском участке
- 1932 — ? / Huddle — идущий мужчина
- 1932 — Души небоскрёбов[англ.] / Skyscraper Souls — массажист
- 1932 — Если бы у меня был миллион[англ.] / If I Had a Million — Джо, карнавальный вышибала
- 1932 — Жилые кварталы Нью-Йорка[англ.] / Uptown New York — тренер по борьбе
- 1933 — Она обошлась с ним нечестно / She Done Him Wrong — Большой Билл, бармен
- 1933 — 42-я улица / 42nd Street — Тощий Мёрфи
- 1933 — Блонди Джонсон[англ.] / Blondie Johnson — Хайп
- 1933 — Пентхаус[англ.] / Penthouse — Джо, член банды рэкетира Тони Газиотти
- 1934 — Голливудская вечеринка[англ.] / Hollywood Party — Биверс
- 1935 — Она не могла взять это[англ.] / She Couldn't Take It — Слагс
- 1935 — Невеста возвращается домой[англ.] / The Bride Comes Home — бандит на вечеринке
- 1936 — Сельский доктор[англ.] / The Country Doctor — лесоруб
- 1936 — Поппи[англ.] / Poppy — владелец киоска с хот-догами
- 1936 — Жёны никогда не узнают[англ.] / Wives Never Know — бармен
- 1937 — Корабль рабов[англ.] / Slave Ship — бармен
- 1937 — Студенческое шоу[англ.] / Varsity Show — полицейский
- 1939 — Эти гламурные девушки[англ.] / These Glamour Girls — менеджер Джой Лейн
- 1941 — Воры терпят поражение[англ.] / Thieves Fall Out — таксист
- 1942 — Бродвей[англ.] / Broadway — Керри
- 1943 — Дикси[англ.] / Dixie — бармен
- 1944 — Жили-были[англ.] / Once Upon a Time — водитель грузовика
- 1944 — Почти твоя[англ.] / Practically Yours — здоровяк в кинотеатре
- 1945 — Одинокий человек[англ.] / The Man Who Walked Alone — офицер
- 1945 — Свидание Бостонского Блэки / Boston Blackie's Rendezvous — швейцар
- 1945 — Испанские морские владения[англ.] / The Spanish Main — капитан пиратов в гостинице на Тортуге
- 1946 — Письмо для Иви[англ.] / A Letter for Evie — водитель
- 1946 — Малыш из Бруклина[англ.] / The Kid from Brooklyn — рефери
- 1947 — Могучий Макгурк[англ.] / The Mighty McGurk — борец
- 1947 — Волшебный город[англ.] / Magic Town — пешеход
- 1948 — Они живут по ночам / They Live by Night — полицейский
- 1949 — Могучий Джо Янг / Mighty Joe Young — полицейский
- 1950 — Стремясь высоко[англ.] / Riding High — Racetrack Mug
- 1951 — М / M — Колпак
- 1951 — Шарф / The Scarf — пациент психбольницы
- 1957 — Человек с тысячью лиц[англ.] / Man of a Thousand Faces — присутствующий во время надгробной речи
- 1957 — Убийство на Десятой авеню[англ.] / Slaughter on Tenth Avenue — охранник дока
- 1958 — Однажды на лошади… / Once Upon a Horse… — горожанин
- 1959 — В джазе только девушки / Some Like It Hot — вышибала
- 1959 — Скажи лишь одно для меня[англ.] / Say One for Me — доставщик гардероба
- 1963 — Это безумный, безумный, безумный, безумный мир / It's a Mad, Mad, Mad, Mad World — дорожный полицейский

### Телевидение
В титрах указан
- 1952 — Ракетный отряд[англ.] / Racket Squad — балканец (в эпизоде Pick a Number)
- 1955 — Топпер[англ.] / Topper — Кьюпи (в эпизоде Topper Hits the Road)
- 1956 — Эй, Джинни![англ.] / Hey, Jeannie! — коллектор (в эпизоде The Paul Revere Show)
- 1963 — Мой любимый марсианин[англ.] / My Favorite Martian — Майк (в эпизоде Rocket to Mars)

В титрах не указан
- 1952 — Шоу Эбботта и Костелло[англ.] / The Abbott and Costello Show — мужчина, несущий Костелло (в эпизоде Killer's Wife)
- 1959 — Техасец[англ.] / The Texan — бармен (в эпизоде Blood Money)
- 1959 — Разыскивается живым или мёртвым[англ.] / Wanted Dead or Alive — кузнец • завсегдатай бара (в 2 эпизодах)
- 1959 — Бронко[англ.] / Bronco — клерк по выдаче багажа (в эпизоде Night Train to Denver)
- 1959—1960 — Сахарная Нога[англ.] / Sugarfoot — разные роли (в 5 эпизодах)
- 1959—1961 — Маверик / Maverick — разные роли (в 5 эпизодах[англ.])
- 1959—1961 — Шайенны[англ.] / Cheyenne — разные роли (в 4 эпизодах[англ.])
- 1959, 1964 — Дни в Долине Смерти / Death Valley Days — горожанин (в 2 эпизодах)
- 1960 — Аляскинцы[англ.] / The Alaskans — старатель (в 4 эпизодах)
- 1961 — Есть оружие — будут и путешествия[англ.] / Have Gun – Will Travel — горожанин (в эпизоде Broken Image[англ.])
- 1961 — Сансет-стрип, 77[англ.] / 77 Sunset Strip — ночной сторож (в эпизоде The Cold Cash Caper[англ.])
- 1961, 1963 — Бонанза / Bonanza — бармен • горожанин (в 2 эпизодах[англ.])
- 1961—1963 — Стрелок[англ.] / The Rifleman — разные роли (в 11 эпизодах)
- 1963—1964 — Сыромятная плеть / Rawhide — разные роли (в 13 эпизодах[англ.])
- 1964 — Большое приключение[англ.] / The Great Adventure — горожанин (в эпизоде The Colonel from Connecticut)
- 1964 — Правосудие Бёрка[англ.] / Burke's Law — разные роли (в 4 эпизодах)
- 1964—1965 — Дымок из ствола / Gunsmoke — горожанин • завсегдатай бара (в 8 эпизодах[англ.])
- 1965 — Большая долина / The Big Valley — рудокоп (в эпизоде Heritage[англ.])